# ジズドラ川
ジズドラ川（ジズドラがわ、ジーズドラ河、ロシア語: Жи́здра, Zhizdra）は、ロシア西部・カルーガ州を流れる河川で、オカ川の左支流である。長さは223キロメートル、流域面積は9,170平方キロメートルに達する。
主な支流にはレッセタ川（Рессета）、ヴィテベチ川（Вытебеть）、ブルィーニ川（Брынь）、セレナ川（Серена）、ペソチニャ川（Песочня）などがある。ジズドラ川に面した町にはジズドラ、コゼリスクなどがある。
ジズドラ川は、カルーガ州南西のドニエプル川水系の町リュジノヴォの15キロメートル東の丘陵に発する。最初は南へ流れた後、東へ向きを変え、すぐにジズドラの町に入る。その後北東や南東に向きを変え、カルーガ州の南部に広がる中央ロシア高地の丘陵地を刻みながら、次第に東の方へと向かう。
コゼリスクに入る前に北へ流れを変え、コゼリスクの北数キロのところで、ロシア正教会の精神的中心の一つであるオプチナ・プスチン修道院の横を流れる。さらに30キロメートルほど細い氾濫原の中を蛇行しながら流れ、ペレムィシリ付近で北流するオカ川上流に西側から合流している。
ジズドラ川は11月末から4月初頭にかけては凍結する。4月の雪解けの時期には水量が増え洪水を起こすこともある。